# Plantago camtschatica
Plantago camtschatica är en grobladsväxtart som beskrevs av Adelbert von Chamisso och Heinrich Friedrich Link. Plantago camtschatica ingår i släktet kämpar, och familjen grobladsväxter. Inga underarter finns listade i Catalogue of Life.

## Bildgalleri

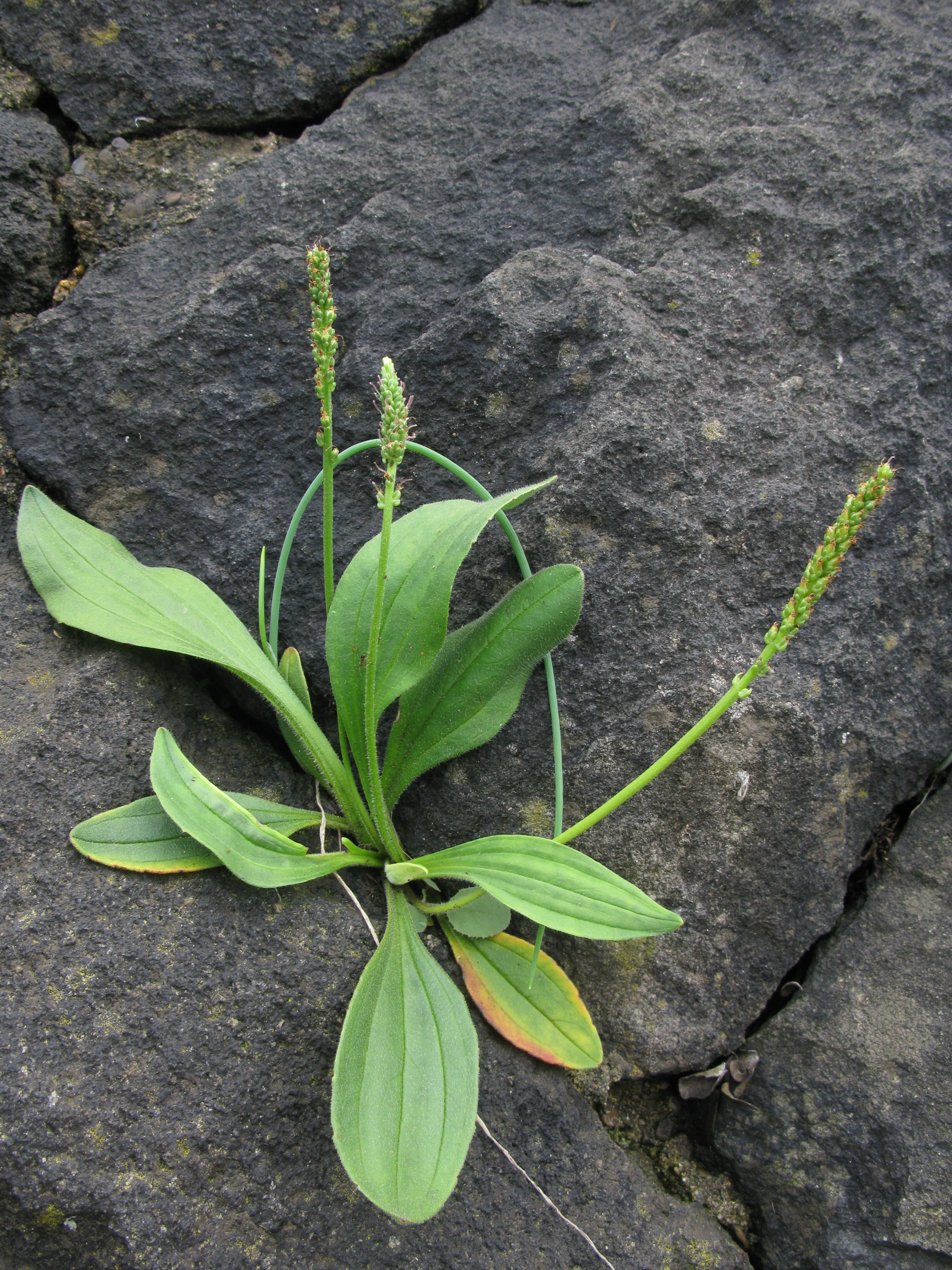
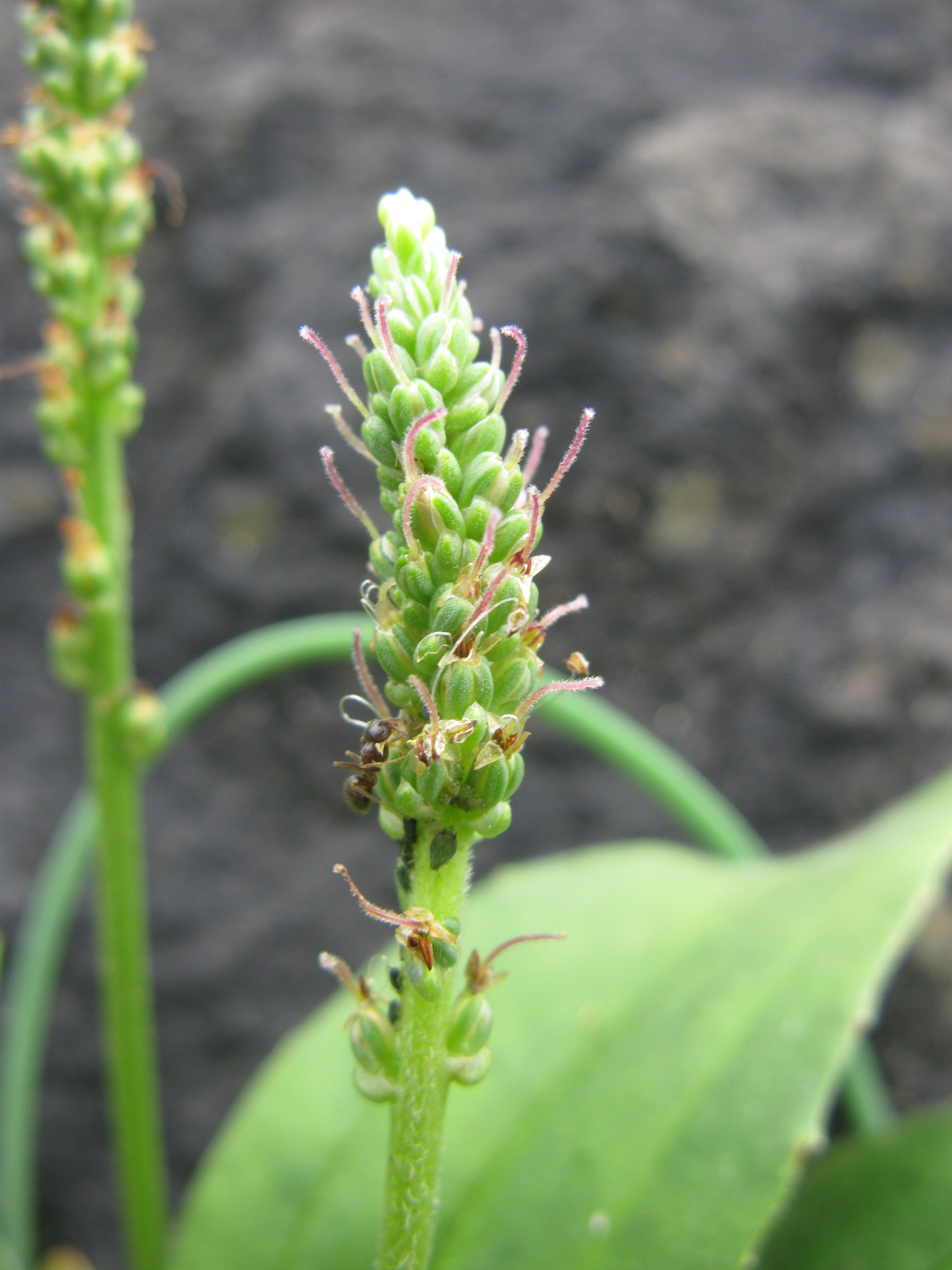
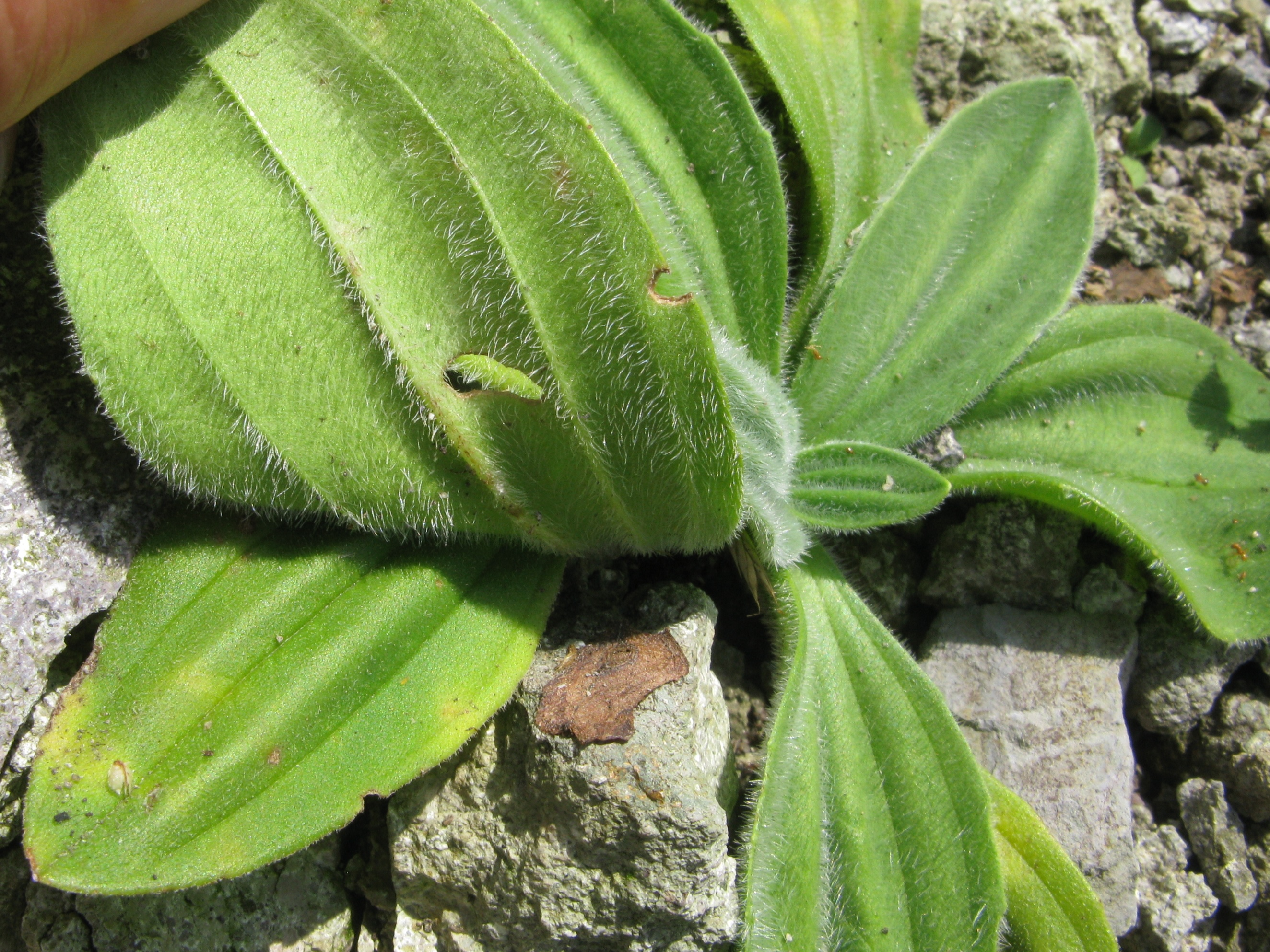